# Greatest Hits (Robbie-Williams-Album)
Greatest Hits (englisch für „Größte Hits“) ist ein Best-of-Album des britischen Popsängers Robbie Williams. Es erschien am 15. Oktober 2004 über die Labels EMI und Chrysalis.

## Inhalt
Die auf dem Album enthaltenen Lieder sind größtenteils Singles, die aus den zuvor veröffentlichten vier Studioalben des Musikers ausgekoppelt wurden. So stammen die Songs Old Before I Die, Lazy Days, Angels und Let Me Entertain You aus Life Thru a Lens (1997). Die Stücke Millennium, No Regrets, Strong und She’s the One wurden dem Album I’ve Been Expecting You (1998) entnommen, während Rock DJ, Kids, Supreme, Let Love Be Your Energy und The Road to Mandalay von Sing When You’re Winning (2000) stammen. Die Lieder Feel, Come Undone und Sexed Up erschienen zuvor auf dem Album Escapology (2002), wogegen Eternity 2001 als Single veröffentlicht wurde. Zudem sind die zuvor unveröffentlichten Songs Radio und Misunderstood auf dem Album enthalten.

## Produktion
Das Album wurde von dem britischen Musikproduzenten Guy Chambers produziert.

## Covergestaltung
Das Album wurde mit zwei verschiedenen Covern veröffentlicht, die beide schwarz-weiß gehalten sind. Das erste Cover zeigt Robbie Williams mit freiem Oberkörper und wehendem Hemd. Er hat den Blick vom Betrachter aus nach rechts gerichtet. Im linken Teil des Bilds befinden sich die von oben nach unten geschriebenen weißen Schriftzüge Robbie Williams und Greatest Hits. Der Hintergrund ist komplett schwarz gehalten. Auf dem zweiten Cover ist Robbie Williams in Nahaufnahme zu sehen, der ein weißes Hemd trägt. Links im Bild befinden sich die von oben nach unten geschriebenen weißen Schriftzüge Robbie Williams und Greatest Hits. Der Hintergrund ist ebenfalls schwarz gehalten.

## Titelliste
| #  | Titel                   | Länge | Original-Album (Jahr)           |
| -- | ----------------------- | ----- | ------------------------------- |
| 1  | Old Before I Die        | 3:52  | Life Thru a Lens (1997)         |
| 2  | Lazy Days               | 3:53  | Life Thru a Lens (1997)         |
| 3  | Angels                  | 4:27  | Life Thru a Lens (1997)         |
| 4  | Let Me Entertain You    | 4:22  | Life Thru a Lens (1997)         |
| 5  | Millennium              | 3:47  | I’ve Been Expecting You (1998)  |
| 6  | No Regrets              | 4:43  | I’ve Been Expecting You (1998)  |
| 7  | Strong                  | 4:19  | I’ve Been Expecting You (1998)  |
| 8  | She’s the One           | 4:20  | I’ve Been Expecting You (1998)  |
| 9  | Rock DJ                 | 4:16  | Sing When You’re Winning (2000) |
| 10 | Kids                    | 4:19  | Sing When You’re Winning (2000) |
| 11 | Supreme                 | 4:16  | Sing When You’re Winning (2000) |
| 12 | Let Love Be Your Energy | 4:06  | Sing When You’re Winning (2000) |
| 13 | Eternity                | 5:01  | Single (2001)                   |
| 14 | The Road to Mandalay    | 3:18  | Sing When You’re Winning (2000) |
| 15 | Feel                    | 3:43  | Escapology (2002)               |
| 16 | Come Undone             | 3:55  | Escapology (2002)               |
| 17 | Sexed Up                | 4:11  | Escapology (2002)               |
| 18 | Radio                   | 3:50  | zuvor unveröffentlicht          |
| 19 | Misunderstood           | 4:01  | zuvor unveröffentlicht          |

## Chartplatzierungen und Singles
Greatest Hits stieg am 1. November 2004 auf Platz eins in die deutschen Albumcharts ein und belegte diesen für neun Wochen. Insgesamt konnte es sich 102 Wochen lang in den Top 100 halten, davon 18 Wochen in den Top 10. Ebenfalls die Chartspitze erreichte das Album unter anderem im Vereinigten Königreich, in Österreich, der Schweiz, den Niederlanden, Italien, Portugal, Australien und Neuseeland. In den deutschen Jahrescharts 2004 belegte Greatest Hits Rang sieben, 2005 Position fünf und 2006 Platz 52.
| ChartsChartplatzierungen     | Höchstplatzierung | Wochen |
| ---------------------------- | ----------------- | ------ |
| Deutschland (GfK)            | 1 (102 Wo.)       | 102    |
| Österreich (Ö3)              | 1 (82 Wo.)        | 82     |
| Schweiz (IFPI)               | 1 (67 Wo.)        | 67     |
| Vereinigtes Königreich (OCC) | 1 (135 Wo.)       | 135    |

| ChartsJahrescharts (2004)    | Platzierung |
| ---------------------------- | ----------- |
| Deutschland (GfK)            | 7           |
| Österreich (Ö3)              | 6           |
| Schweiz (IFPI)               | 5           |
| Vereinigtes Königreich (OCC) | 3           |

| ChartsJahrescharts (2005)    | Platzierung |
| ---------------------------- | ----------- |
| Deutschland (GfK)            | 5           |
| Österreich (Ö3)              | 6           |
| Schweiz (IFPI)               | 5           |
| Vereinigtes Königreich (OCC) | 71          |

| ChartsJahrescharts (2006)    | Platzierung |
| ---------------------------- | ----------- |
| Deutschland (GfK)            | 52          |
| Österreich (Ö3)              | 30          |
| Vereinigtes Königreich (OCC) | 90          |

Als erste Single des Albums wurde am 1. Oktober 2004 das zuvor unveröffentlichte Lied Radio ausgekoppelt. Es erreichte Platz zwei in Deutschland und hielt sich neun Wochen in den Charts. Die zweite Auskopplung Misunderstood erschien am 6. Dezember 2004, belegte Rang 20 der deutschen Charts und hielt sich zwölf Wochen in den Top 100.

## Verkaufszahlen und Auszeichnungen
Greatest Hits wurde im Jahr 2005 in Deutschland für mehr als 900.000 verkaufte Einheiten mit einer neunfachen Goldenen Schallplatte ausgezeichnet. Im Vereinigten Königreich erhielt es 2017 für über 2,4 Millionen Verkäufe achtfach-Platin. Weltweit verkaufte sich das Album mehr als sechs Millionen Mal.

| Land/Region                  | Auszeichnungen für Musikverkäufe (Land/Region, Auszeichnung, Verkäufe) | Verkäufe    |
| ---------------------------- | ---------------------------------------------------------------------- | ----------- |
| Argentinien (CAPIF)          | 7× Platin                                                              | 280.000     |
| Australien (ARIA)            | 8× Platin                                                              | 560.000     |
| Belgien (BRMA)               | 2× Platin                                                              | (100.000)   |
| Dänemark (IFPI)              | 2× Platin                                                              | (80.000)    |
| Deutschland (BVMI)           | 9× Gold                                                                | (900.000)   |
| Europa (IFPI)                | 5× Platin                                                              | 5.000.000   |
| Finnland (IFPI)              | Platin                                                                 | (40.367)    |
| Frankreich (SNEP)            | Platin                                                                 | (300.000)   |
| Mexiko (AMPROFON)            | 2× Platin                                                              | 200.000     |
| Neuseeland (RMNZ)            | 7× Platin (EMI) · + 9× Platin (Chrysalis)                              | 240.000     |
| Niederlande (NVPI)           | Platin                                                                 | (80.000)    |
| Österreich (IFPI)            | 4× Platin                                                              | (120.000)   |
| Portugal (AFP)               | Platin                                                                 | (40.000)    |
| Schweden (IFPI)              | Gold                                                                   | (30.000)    |
| Schweiz (IFPI)               | 3× Platin                                                              | (120.000)   |
| Spanien (Promusicae)         | Platin                                                                 | (100.000)   |
| Ungarn (MAHASZ)              | Gold                                                                   | (10.000)    |
| Vereinigtes Königreich (BPI) | 8× Platin                                                              | (2.500.000) |
| Insgesamt                    | 3× Gold · 57× Platin ·                                                 | 6.380.000   |

Hauptartikel: Robbie Williams/Auszeichnungen für Musikverkäufe
Bei der Echoverleihung 2005 erhielt Robbie Williams für das Album die Auszeichnung in der Kategorie Künstler des Jahres (international).

## Rezeption
| Professionelle Bewertungen | Professionelle Bewertungen |
| -------------------------- | -------------------------- |
| Kritiken                   |                            |
| Quelle                     | Bewertung                  |
| laut.de                    | [ 22 ]                     |
| allmusic                   | [ 23 ]                     |

Jasmin Lütz von laut.de bewertete das Album mit vier von fünf Punkten. Es enthalte „alle Hits, die das Entertainer-Herz braucht“ sowie „noch zwei aktuelle Überraschungen.“ Die neue Single Radio sei „eine glanzvolle Neo-Wave-Hymne“, während Misunderstood eine „melodische Umarmung, klassisch mit Streichern untermalt“ darstelle.